# Battaglia di Königsberg
La battaglia di Königsberg fu una delle ultime operazioni di guerra sul fronte orientale. L'assedio ebbe inizio già dal gennaio 1945 quando vi furono pesanti combattimenti tra Königsberg e il porto di Pillau. Ma poiché dal marzo 1945 la città tedesca si trovava in una posizione marginale del fronte, non fu attaccata direttamente dall'Armata Rossa, impegnata a raggiungere Berlino il più velocemente possibile. L'assalto finale fu ordinato dai sovietici il 6 aprile 1945. Königsberg cadde il 9 aprile dopo quattro giorni di violenta guerra urbana.

## L'offensiva sovietica in Prussia Orientale
I sovietici decisero di attaccare la Prussia Orientale, allo scopo di evitare incursioni da parte della Wehrmacht contro le truppe sovietiche che si affrettavano nel raggiungere Berlino. Pertanto Stalin ordinò al maresciallo Konstantin Rokossovskij di attaccare le truppe tedesche stanziate nella regione. Il 13 gennaio 1945 1 500 000 soldati sovietici entrarono nella Prussia Orientale sostenuti dagli aerei del 3º Fronte Bielorusso. Dopo aver velocemente superato le difficoltà iniziali (la Wehrmacht aveva in pratica trasformato la Prussia Orientale in un gigantesco campo minato) riuscirono a tagliare il collegamento via terra tra Königsberg e la Germania.

## L'accerchiamento
Adolf Hitler si rese conto che il Gruppo d'armate Centro di stanza a Königsberg si trovava di gran lunga dietro la linea del fronte ed era palese l'accerchiamento sovietico a Königsberg e in Curlandia, dove era rimasto intrappolato il Gruppo d'armate Nord. Hitler rinominò le armate facendo diventare il Gruppo d'armate Centro come Gruppo d'armate Nord e quest'ultimo come Gruppo armate "Curlandia". Dalla fine del gennaio 1945 il 3º Fronte Bielorusso circondò Königsberg in una sacca intrappolando in città la 3. Panzerarmee e circa 200 000 civili.
I civili cercarono il più delle volte di raggiungere Pillau attraversando il ghiaccio sperando di trovare posto in una nave di evacuazione, oppure di consegnarsi ai sovietici sperando nella loro pietà. Per l'intero mese di febbraio, i tedeschi combatterono tenacemente per mantenere il collegamento di terra verso il porto di Pillau. Tuttavia, anche se per poco tempo, i sovietici riuscirono ad interrompere le comunicazioni. Gli attacchi della 3. Panzerarmee e della 4. Armee fallirono, ma il 19 febbraio 1. Infanterie-Division guidata da un T-34 catturato riuscì ad aprire il corridoio tra Königsberg e il porto di Pillau, di estrema importanza per la difesa della città, in quanto permetteva l'afflusso di rifornimenti e l'evacuazione di civili e feriti via nave. Nel mese di marzo la situazione si stabilizzò. Poiché il fronte si trovava centinaia di chilometri a ovest, l'acquisizione della città non era importantissima per i sovietici. Ma ad aprile il comando sovietico, preso atto dell'incombente disfacimento del Terzo Reich, decise di sferrare un attacco alla città.

## Preparativi prima dell'attacco
La città di Königsberg era presidiata da numerose truppe e munita di imponenti fortificazioni. In città si trovavano almeno 130 000 soldati protetti da postazioni difensive accuratamente costruite (che comprendevano anche 21 forti con alloggi per le truppe) progettate per resistere ai bombardamenti e unite tra loro per mezzo di gallerie.
Inoltre per prendere la città bisognava tagliare il collegamento con Pillau, dove però si trovava il XXVIII corpo d'armata tedesco, pronto a contrattaccare in una situazione del genere.
Tre anelli concentrici di fortificazioni circondavano la città: l'anello esterno di difesa rafforzato da 12 forti, l'anello centrale nella periferia, e infine il centro della città, provvisto di una fortezza, mine antiuomo, barricate e postazioni anticarro, più 5 forti minori.
I sovietici per prendere la città concentrarono un ingente numero di pezzi d'artiglieria e mezzi aerei.
Furono sostenuti dai sovietici due fronti principali: a Nord dove si trovavano la 39ª e 43ª armata sovietica, e a sud dove c'era l'11ª armata. A nord-est poi si trovava la 50ª armata, ma questa ebbe un ruolo marginale nel corso della battaglia.
La tattica era quella di attaccare contemporaneamente in diversi punti in modo da isolare le varie sacche di resistenza dal centro della città, e una volta raggiuntolo, le varie armate avrebbero attaccato contemporaneamente la fortezza.

## L'attacco

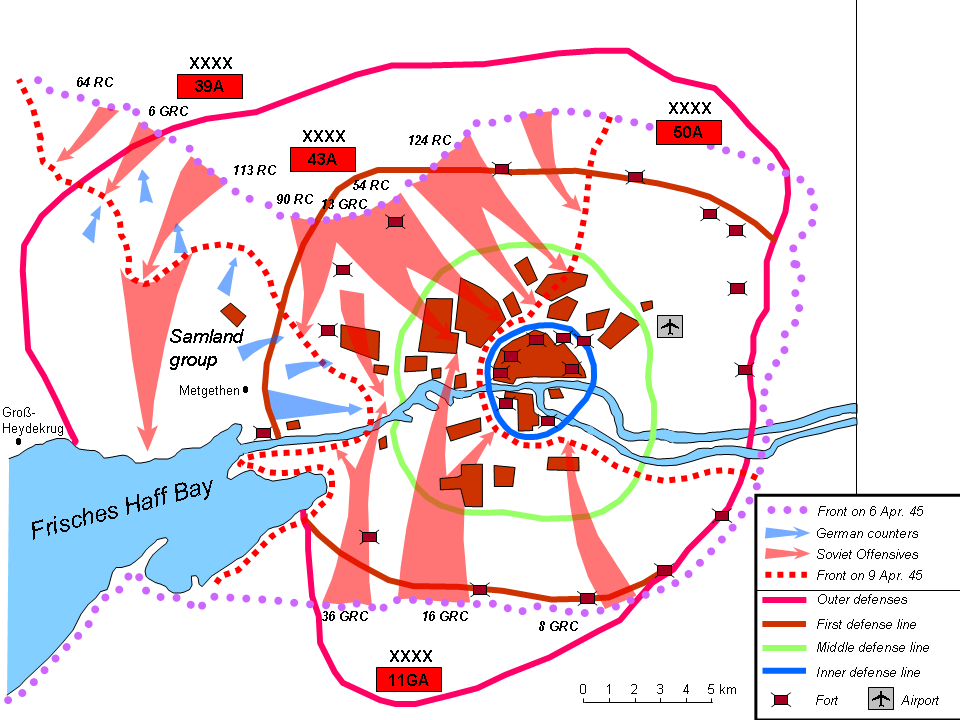
Difese di Konigsberg e attacco Sovietico dal 6 al 9 aprile 1945.

### Primo giorno: 6 aprile 1945
Nella parte settentrionale del fronte l'attacco cominciò all'alba. In mattinata la battaglia procedeva piuttosto bene per i sovietici visto che già prima di mezzogiorno la 39ª e la 43ª armata avevano sfondato la prima linea di difesa tedesca e scosso gravemente la seconda in più punti. Tuttavia nel pomeriggio, i progressi si fecero sempre più lenti soprattutto a causa dei continui attacchi del XXVIII corpo d'armata tedesco. Inoltre, il forte 5, resisteva accanitamente nonostante i continui attacchi. Il comando sovietico diede ordine di circondarlo e continuare ad avanzare lasciando alle truppe di retrovia il tempo necessario per preparare un nuovo assalto. Al crepuscolo la 39ª e la 43ª smisero di avanzare attestandosi sulla nuova linea di combattimento.
Anche sul fronte meridionale la battaglia era cominciata all'alba, con un bombardamento sistematico da parte dell'artiglieria dalla durata di tre ore. Successivamente, l'11ª armata attaccò sfondando immediatamente la prima linea di difesa, provata fortemente dai continui bombardamenti, e attaccando la seconda linea verso mezzogiorno. Qui, le forze sovietiche trovarono una più forte resistenza. Tuttavia dopo tre ore riuscirono ugualmente a sfondare la linea di difesa in più punti. Inoltre, intensi furono i combattimenti in prossimità del forte 8. Realizzato alla fine del XIX secolo, possedeva una notevole potenza di fuoco e, la presenza di muri molto spessi e di un profondo fossato rendeva un attacco frontale estremamente difficile. Nonostante il pesante bombardamento da parte dell'artiglieria, le difese del forte resistettero per tutto il giorno. Anche qui la battaglia finì al crepuscolo concedendo ad entrambi gli eserciti la possibilità di radunare i soldati e portare le truppe di riserva in prima linea. Il primo giorno di battaglia ebbe esiti contrastanti, in quanto i sovietici non avanzarono quanto previsto a causa del cattivo tempo, che rendeva difficile il bombardamento di precisione da parte dell'artiglieria.

### Secondo giorno: 7 aprile 1945
Durante la notte le truppe tedesche tentarono più volte di contrattaccare. Nonostante le pesanti perdite su entrambi i fronti gli attacchi della Wehrmacht furono respinti. Gli scontri più aspri durante la notte avvennero nella penisola di Samland (dove si trovava il XXVIII corpo d'armata tedesco). All'alba le migliori condizioni meteorologiche favorirono i sovietici, i quali cominciarono a bombardare sistematicamente il centro della città non solo con l'artiglieria ma anche con la 1ª, la 3ª e la 15ª armata aerea supportata dall'aviazione della flotta baltica. Inoltre fu bombardata anche la testa di ponte nella penisola di Samland tenuta dal XXVIII corpo d'armata.
Nel frattempo sul fronte meridionale il forte 8 si dimostrava una forte sacca di resistenza. Dopo diversi attacchi frontali dall'esito negativo, i sovietici cambiarono tattica. Diverse centinaia di soldati coperti da cortine fumogene e supportati dai lanciafiamme per indebolire le posizioni di difesa nemiche, riuscirono ad attraversare il fossato e a dare inizio ad un'aspra battaglia all'interno del forte. Una volta che le difese esterne furono indebolite e che quindi all'interno del forte penetravano sempre più soldati nemici, la guarnigione tedesca si arrese.
Durante il giorno l'11ª armata cercò di raggiungere il fiume Pregel ma fu rallentata nella zona centrale della città dove la battaglia infuriò casa per casa. Un combattimento particolarmente duro avvenne nella stazione ferroviaria dove l'accanita resistenza procurò gravi perdite ai sovietici. Tuttavia verso sera, ogni resistenza fu neutralizzata, l'11ª armata raggiunse il fiume Pregel chiudendo tutte le vie d'uscita a sud ai tedeschi rimasti nei forti del centro della città.
A nord, anche il forte 5 si dimostrò essere ben difeso. I genieri sovietici riuscirono a posizionare le mine alla base delle mura del forte e a farle saltare in aria, consentendo un attacco frontale. Il combattimento durò addirittura fino al giorno dopo, quando i pochi soldati tedeschi rimasti si arresero.
Vista l'accanita ed inutile resistenza delle sue truppe, il generale Otto Lasch, chiese ad Adolf Hitler il permesso di arrendersi ma la sua risposta fu quella di "combattere fino all'ultimo uomo".

### Terzo giorno: 8 aprile 1945
Durante la notte il fiume Pregel fu attraversato dall'11ª armata e nonostante l'intenso fuoco nazista, le truppe sovietiche riuscirono a stabilire una solida testa di ponte sulla sponda opposta. Proseguendo verso nord l'11ª armata si incontrò con le truppe del fronte settentrionale completando così l'accerchiamento del centro della città e della penisola di Samland.
Nel pomeriggio, il Maresciallo Aleksandr Vasilevskij chiese ai difensori di arrendersi. Ma l'offerta fu rifiutata e i soldati tedeschi tentarono di rompere l'accerchiamento attaccando sia dal centro della città sia dalla penisola di Samland. L'attacco però fu fermato grazie ai potenti aerei Ilyushin II che si dimostrarono devastanti dal momento che i tedeschi non erano in possesso di armi contraeree.
Alla fine della giornata era chiaro che ogni tentativo di rompere l'accerchiamento sarebbe stato inutile: la vittoria dei sovietici era ormai abbastanza vicina, poiché il centro della città era sottoposto a pesanti bombardamenti e, di tutte le forze tedesche, vi erano rimasti intrappolati solo 40 000 uomini.

### Quarto giorno: 9 aprile 1945
Durante l'ultimo giorno di battaglia l'ultima linea di difesa crollò e le truppe tedesche superstiti si resero conto che la battaglia era persa e che ogni tentativo di resistenza sarebbe stato inutile. Perciò il generale Otto Lasch decise, di sua spontanea volontà, di non rispettare gli ordini di Hitler e di inviare alcuni soldati a trattare la resa.
Alle 18:00 i soldati giunsero alle linee sovietiche e poco dopo fu inviata una delegazione dell'Armata Rossa al bunker del generale Otto Lasch.
Verso mezzanotte i tedeschi si arresero.

## Conclusioni

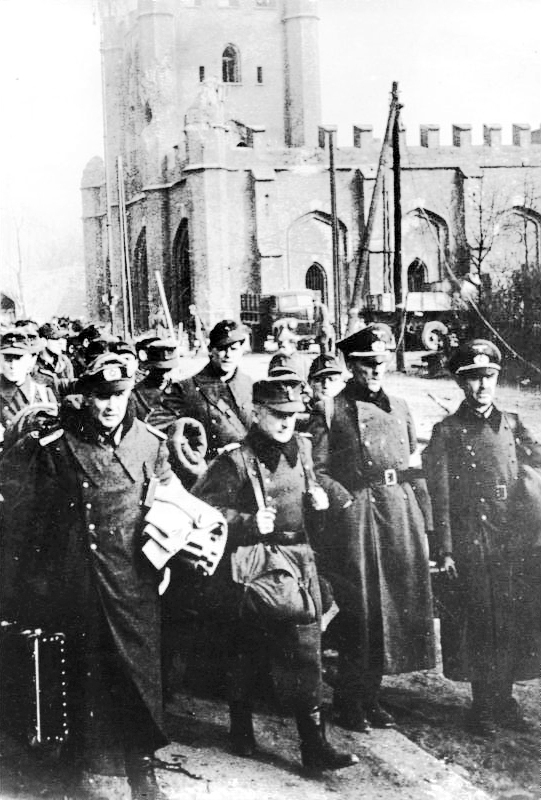
Ufficiali tedeschi catturati a Königsberg

Alla fine della guerra quasi l'ottanta per cento della città era stato distrutto, prima dalla Royal Air Force nei bombardamenti aerei dell'agosto 1944 e successivamente dalla battaglia dell'aprile 1945. Tutte le persone rimaste all'interno della città, si stima intorno a 20 000, furono espulse dai sovietici. Nel 1939 la popolazione era circa di 316 000 ma la fame, la guerra e le persone fuggite via nave durante il febbraio e il marzo del 1945 avevano ridotto considerevolmente il numero di abitanti. Dopo la guerra, la Prussia Orientale fu parzialmente annessa all'URSS e la città di Königsberg fu rinominata Kaliningrad. Dopo l'espulsione dei tedeschi la città fu ripopolata da russi e in minoranza da bielorussi e ucraini. La regione di Kaliningrad adesso è parte del territorio della Federazione Russa.